# Still Sucks
Pour les articles homonymes, voir Stampede.
 (octobre 2018).
Albums de Limp Bizkit
Gold Cobra
(2011)
Singles
1. Dad Vibes
Sortie : 30 septembre 2021
2. Out Of Style
Sortie : 8 février  2023
3. Turn It Up, Bitch
Sortie : 3 juillet 2024

Still Sucks (stylisé STILL SUCKS), longtemps connu sous le nom de Stampede of the Disco Elephants, est le septième album studio du groupe nu metal Limp Bizkit, sorti le 31 octobre 2021. Il s'agit du premier album de Limp Bizkit à sortir sous le label Suretone Records.
À la suite de la reformation du line-up original en 2009 et à la sortie de l'album Gold Cobra deux ans plus tard, le groupe ne renoue pas avec le succès des précédents opus. Limp Bizkit quitte donc Interscope et signe avec Cash Money Records en février 2012. Après de nombreux report, Ready to Go, le premier single, est mis en écoute libre sur internet. Le morceau contient une apparition de Lil Wayne, rappeur également membre du label. C'est le 1er novembre de la même année que sort Thieves, une reprise du groupe Ministry. Ces titres ne figurent pas sur l'album finalement sorti.
La sortie de l'album avait été annoncée pour 2014 par Fred Durst en personne sur le site Reddit. Cependant, l'album est[Quand ?] ensuite annoncé pour la fin d'année 2017, Fred Durst ayant passé quasiment l'année 2014 dans son studio à enregistrer ses voix ainsi qu'à faire le mixage. Le nouveau retard est du cette fois-ci a leur tournée en Russie pour les 20 ans du groupe.

## Membres
| Limp Bizkit - Wes Borland – Guitare - Fred Durst – Chant - John Otto – Batterie - Sam Rivers – Basse - DJ Lethal - Platines, claviers, samples | Production - Ross Robinson - Producteur - Wes Borland - Directeur artistique |

Équipe d'enregistrement
- The Hit Factory - Studio d'enregistrement
- Ed Lidow - Ingénieur du son
- Ward Kuykendall - Assistant Ingénieur du son
- Alex Dilliplane - Assistant Ingénieur du son